# Vasilis Doropoulos
Vasilis Doropoulos (auch: Vassilis Doropoulos, griechisch Βασίλης Δωρόπουλος, * 13. August 1942 in Mesopotamia bei Kastoria) ist ein griechischer Bildhauer und Medailleur.

## Leben und Werk
Doropoulos zog 1965 mit seiner Mutter nach Paris, er studierte an der École nationale supérieure des beaux-arts, erst Malerei (1965–1967) und dann Bildhauerei (1967–1972). Bereits 1969 wurden seine Werke im Grand Palais gezeigt. In dieser Zeit schuf er zahlreiche Medaillen für die Pariser Münzprägeanstalt, dem Hôtel de la Monnaie.
1989 wurde er vom griechischen Staat beauftragt ein Versöhnungsdenkmal zum Gedenken an das Ende des griechischen Bürgerkrieges zu gestalten. Hierfür schuf er die 8 Meter hohe Bronzeplastik „Symfiliosi“.
Die meisten Werke von Doropoulos sind politischer Natur und dem Gedenken an Ereignisse gewidmet. In verschiedenen Abstraktionsgraden stellen sie einen menschlichen Bezug her, sind aber nie einer konkreten Person zuzuordnen.

## Werke
Neben Werken im öffentlichen Raum, fanden seine Skulpturen auch Eingang in Sammlungen wie dem Musée d’art moderne de la Ville de Paris, dem Fonds national d’art contemporain, dem Pariser UNESCO-Quartier oder im japanischen Tōkamachi. Hervorzuheben sind:
- Antigone, Pentelischer Marmor, National Bank of Greece, Athen
- Athena, Marmor, Skironio Museum Polychronopoulos
- Friede, Denkmal für Grigoris Lambrakis, Bronze, 1985, Thessaloniki
- Nationales Mahnmal für den Widerstand, Bronze, Korydallos
- Nationales Versöhnungsdenkmal, Bronze, 1989, Athen
- Mahnmal für den Nationalen Widerstand, Kastoria

Neben Einzelausstellungen seit 1967 in Griechenland und Frankreich, von der die von 1993 im UNESCO-Gebäude in Paris hervorzuheben ist, nahm Doropoulos an zahlreichen Kollektivausstellungen teil, darunter von 1968 bis 1970 im Salon des Artists Français, von 1972 bis 1978 an der jeweiligen Biennale de Sculpture Contemporaine im Musée Rodin in Paris, 1974 im Salon des Artistes Indépendants, 1974 und 1975 im Salon de Mai, 1979 im Salon de la Société nationale des beaux-arts, 1981 bei der zweiten Triennale Européenne de Sculpture u. a.